# Nyírpazony, Szabolcs-Szatmár-Bereg
Nyírpazony  este un sat în districtul Nyíregyház, județul Szabolcs-Szatmár-Bereg, Ungaria, având o populație de 3.458 de locuitori (2011). 

## Demografie
Componența etnică a satului Nyírpazony
     Maghiari (98,74%)
     Necunoscut (0,63%)
     Alții (0,63%)
Componența confesională a satului Nyírpazony
     Reformați (24,78%)
     Romano-catolici (19,38%)
     Greco-catolici (13,74%)
     Fără religie (9,25%)
     Luterani (2,2%)
     Necunoscută (30,05%)
     Atei (0,61%)
     Alte religii (2,63%)
Conform recensământului din 2011, satul Nyírpazony avea 3.458 de locuitori. Din punct de vedere etnic, majoritatea locuitorilor (98,74%) erau maghiari. Apartenența etnică nu este cunoscută în cazul a 0,63% din locuitori. Nu există o religie majoritară, locuitorii fiind reformați (24,78%), romano-catolici (19,38%), greco-catolici (13,74%), persoane fără religie (9,25%) și luterani (2,2%). Pentru 30,05% din locuitori nu este cunoscută apartenența confesională.